# Thapsia buraensis
Thapsia buraensis é uma espécie de gastrópode da família Helicarionidae.
É endémica do Quénia.
Os seus habitats naturais são: florestas secas tropicais ou subtropicais.
Está ameaçada por perda de habitat.